# Ariel Lanyi

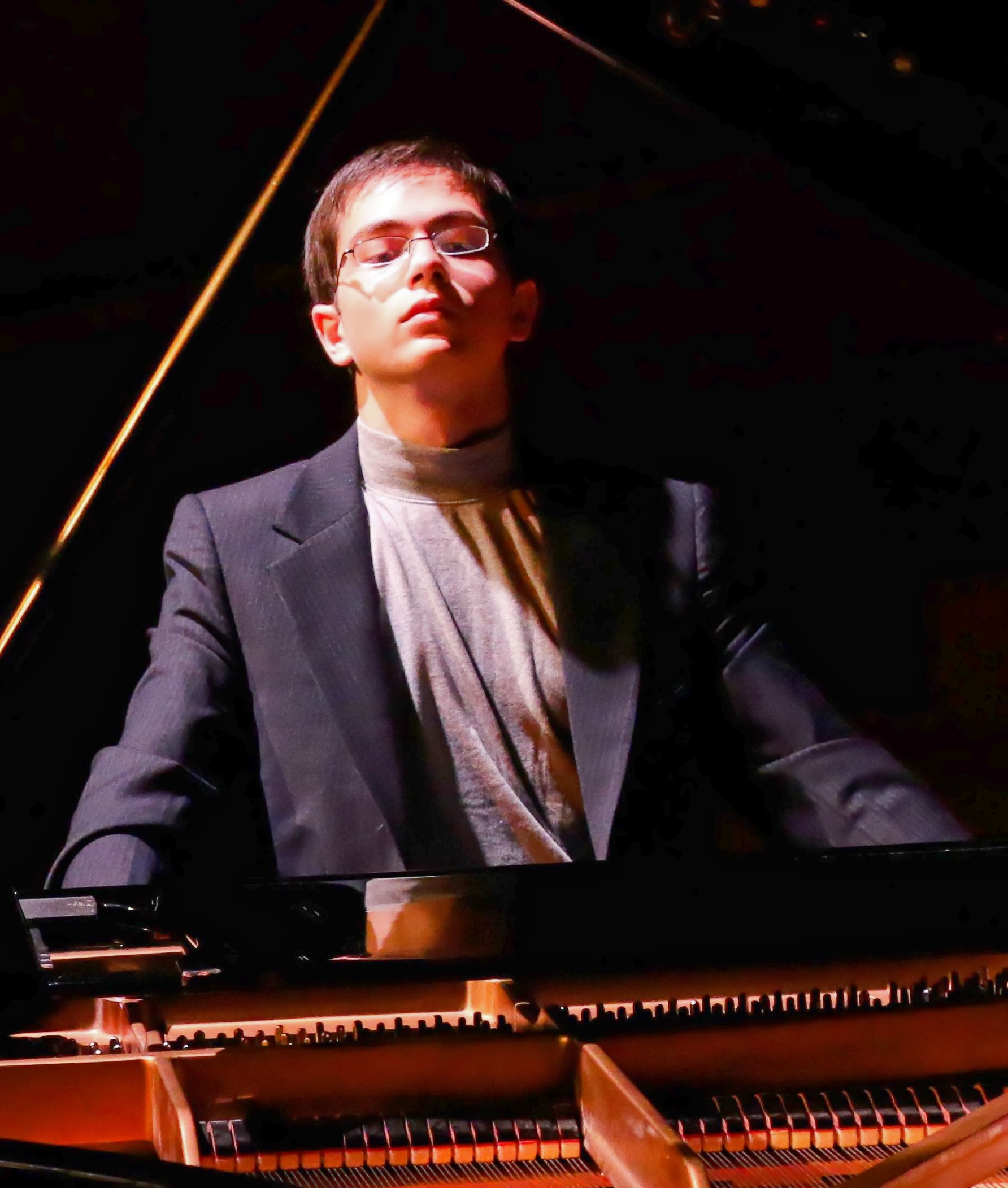
Ariel Lanyi, 2014 (French National Radio studio)

Ariel Lanyi (hebräisch אריאל לני; * 10. Oktober 1997 in Jerusalem, Israel) ist ein klassischer Pianist.

## Leben
Ariel Lanyi absolvierte seine ersten Auftritte als Pianist im Alter von 5 Jahren und spielte bereits mit 7 Jahren zusammen mit einem Orchester. Mit 8 hatte er regelmäßig Auftritte auf Radio Israel. 2008 war er neben Kim Peek, Ben Pridmore im Dokumentarfilm Superhuman: Genius zu sehen. Mit 17 hatte er bereits Auftritte in New York, Paris, Rom und Prag. Er studierte an der Jerusalem Academy of Music and Dance neben Klavier noch Violine, Komposition, Dirigent und Jazz. Danach studierte er Klavier an der Royal Academy of Music bei Hamish Milne und Ian Fountain.

## Diskografie
- 2012: Romantic Profiles, Lyte Records[3]
- 2021: Schubert: Moments Musicaux D. 780 and Piano Sonata, D. 850, Linn Records[4]
- 2024: Mozart: Sinfonia conzertante KV 364, Johan Dalene (Violine), Eivind Ringstad (Viola), Alexandre Zanetta (Horn), Ariel Lanyi (Klavier), Mozarteumorchester Salzburg, Howard Griffiths. Next Generation Mozart Soloists Vol. 9 (Alpha)[5]

## Auszeichnungen
- 2022: 3. Preis Kissinger Klavierolymp
- 2021: 3. Preis, Leeds International Piano Competition[6]
- 2021: Young Classical Artists Trust[7]
- 2023: „Prix Serdang“[8]